# Christopher Trimmel
Christopher Trimmel (Felsőpulya, 1987. február 24. –) osztrák válogatott labdarúgó, az Union Berlin játékosa.

## Pályafutása

### Klubcsapatokban
Az UFC Mannersdorf és az ASK Horitschon korosztályos csapataiban nevelkedett. 2008-ban szerződtette a Rapid Wien csapata, ahol előbb az amatőrök között, majd a felnőtteknél is bizonyított. 2009. április 5-én mutatkozott be az első csapatban az Austria Kärnten ellen az utolsó percekben. Augusztus 2-án mesterhármast ért el az Austria Kärnten ellen 5–1-re megnyert bajnoki találkozón. 2014 februárjában szerződést kötött a német Union Berlin csapatával, de csak a következő szezon előtt csatlakozott. Augusztus 3-án debütált a Bundesliga 2-ben a Karlsruher ellen. 2016. március 5-én első bajnoki gólját szerezte meg az FSV Frankfurt ellen. 2017 májusában meghosszabbították a szerződését 2019 nyaráig. A 2018-19-es szezontól a klub csapatkapitánya lett és a szezon végén rájátszásban feljutottak az élvonalba. 2019. augusztus 18-án debütált a Bundesligában az RB Leipzig ellen 4–0-ra elvesztett hazai találkozón.

### A válogatottban
2009. augusztus 12-én mutatkozott be Kamerun ellen 2–0-ra elvesztett mérkőzésen csereként. 2019-ben közel tíz év után lépett pályára ismét a válogatottban.  2019. október 10-én lépett ismét pályára Izrael ellen 3–1-re megnyert felkészülési találkozón.

## Statisztika

### Klub
2021. november 7-én frissítve.
| Klub         | Szezon   | Bajnokság          | Bajnokság | Bajnokság | Kupa  | Kupa  | Nemzetközi | Nemzetközi | Egyéb | Egyéb | Összesen | Összesen |
| Klub         | Szezon   | Osztály            | Mérk.     | Gólok     | Mérk. | Gólok | Mérk.      | Gólok      | Mérk. | Gólok | Mérk.    | Gólok    |
| ------------ | -------- | ------------------ | --------- | --------- | ----- | ----- | ---------- | ---------- | ----- | ----- | -------- | -------- |
| Rapid Wien   | 2008–09  | Osztrák Bundesliga | 5         | 0         | 0     | 0     | –          | –          | –     | –     | 5        | 0        |
| Rapid Wien   | 2009–10  | Osztrák Bundesliga | 24        | 5         | 3     | 1     | 8          | 2          | –     | –     | 35       | 8        |
| Rapid Wien   | 2010–11  | Osztrák Bundesliga | 28        | 1         | 4     | 0     | 10         | 2          | –     | –     | 42       | 3        |
| Rapid Wien   | 2011–12  | Osztrák Bundesliga | 27        | 4         | 1     | 0     | –          | –          | –     | –     | 28       | 4        |
| Rapid Wien   | 2012–13  | Osztrák Bundesliga | 31        | 4         | 4     | 0     | 9          | 0          | –     | –     | 44       | 4        |
| Rapid Wien   | 2013–14  | Osztrák Bundesliga | 34        | 4         | 1     | 0     | 10         | 1          | –     | –     | 45       | 5        |
| Rapid Wien   | Összesen | Összesen           | 149       | 18        | 13    | 1     | 37         | 5          | 0     | 0     | 199      | 24       |
| Union Berlin | 2014–15  | Bundesliga 2       | 29        | 0         | 1     | 0     | –          | –          | –     | –     | 30       | 0        |
| Union Berlin | 2015–16  | Bundesliga 2       | 26        | 1         | 1     | 0     | –          | –          | –     | –     | 27       | 1        |
| Union Berlin | 2016–17  | Bundesliga 2       | 33        | 0         | 2     | 0     | –          | –          | –     | –     | 35       | 0        |
| Union Berlin | 2017–18  | Bundesliga 2       | 32        | 1         | 2     | 0     | –          | –          | –     | –     | 34       | 1        |
| Union Berlin | 2018–19  | Bundesliga 2       | 32        | 0         | 2     | 0     | –          | –          | 1     | 0     | 35       | 0        |
| Union Berlin | 2019–20  | Német Bundesliga   | 32        | 0         | 3     | 0     | –          | –          | –     | –     | 35       | 0        |
| Union Berlin | 2020–21  | Német Bundesliga   | 31        | 1         | 2     | 0     | –          | –          | –     | –     | 33       | 1        |
| Union Berlin | 2021–22  | Német Bundesliga   | 7         | 0         | 2     | 0     | 6          | 1          | –     | –     | 15       | 1        |
| Union Berlin | Összesen | Összesen           | 222       | 3         | 15    | 0     | 6          | 1          | 1     | 0     | 244      | 4        |
| Összesen     | Összesen | Összesen           | 371       | 21        | 28    | 1     | 43         | 6          | 1     | 0     | 443      | 28       |

1. ↑  Hat pályára lépes az Európa-liga selejtezőjében és két pályára lépes az Európa-ligában.
2. ↑  Négy pályára lépes az Európa-liga selejtezőjében és hat pályára lépes az Európa-ligában.
3. ↑  Két pályára lépes az Európa-liga selejtezőjében és hét pályára lépes az Európa-ligában.
4. ↑  Két pályára lépes az Európa-liga selejtezőjében és nyolc pályára lépes az Európa-ligában.
5. ↑  Egy pályára lépes a rájátszásban.
6. ↑  Két pályára lépes az Európa Konferencia Liga selejtezőjében és négy pályára lépes az UEFA Európa Konferencia Ligában.

### Válogatott
2021. november 15-én frissítve.
| Ausztria | Ausztria        | Ausztria |
| Év       | Pályára lépések | Gólok    |
| -------- | --------------- | -------- |
| 2009     | 2               | 0        |
| 2010     | 1               | 0        |
| 2011     | 0               | 0        |
| 2012     | 0               | 0        |
| 2013     | 0               | 0        |
| 2014     | 0               | 0        |
| 2015     | 0               | 0        |
| 2016     | 0               | 0        |
| 2017     | 0               | 0        |
| 2018     | 0               | 0        |
| 2019     | 4               | 0        |
| 2020     | 3               | 0        |
| 2021     | 10              | 1        |
| Összesen | 20              | 1        |

### Válogatott gólok
2020. november 15-i állapotnak megfelelően.
| #  | Időpont            | Helyszín                                 | Ellenfél | Gólok | Eredmény | Kiírás                                     |
| -- | ------------------ | ---------------------------------------- | -------- | ----- | -------- | ------------------------------------------ |
| 1. | 2021. november 15. | Wörthersee Stadion, Klagenfurt, Ausztria | Moldova  | 2-0   | 4-1      | 2022-es labdarúgó-világbajnokság-selejtező |